# Lamberville (Seine-Maritime)
Lamberville település Franciaországban, Seine-Maritime megyében. Lakosainak száma 188 fő (2022. január 1.). Lamberville Bacqueville-en-Caux, Belmesnil, Omonville, Saint-Mards és Saint-Ouen-le-Mauger községekkel határos.

## Népesség
A település népességének változása:
| Lakosok száma | 181  | 187  | 191  | 192  | 194  | 192  | 195  | 192  | 188  |
|               | 2013 | 2015 | 2016 | 2017 | 2018 | 2019 | 2020 | 2021 | 2022 |